# Agrostis gracilifolia
Agrostis gracilifolia é uma espécie de gramínea do gênero Agrostis, pertencente à família Poaceae.